# Zeuxine niijimae
Zeuxine niijimae är en orkidéart som beskrevs av Misao Tatewaki och Genkei Masamune. Zeuxine niijimae ingår i släktet Zeuxine och familjen orkidéer. Inga underarter finns listade i Catalogue of Life.